# تایتانیک: خون و فولاد
تایتانیک: خون و فولاد (انگلیسی: Titanic: Blood and Steel) یک سریال ۱۲ قسمتی در ژانر درام و تاریخی می‌باشد. این سریال یکی از پرهزینه‌ترین سریال‌هایی بود که در سال ۲۰۱۲ پخش شد. موضوع این سریال در مورد ساخت آرام‌اس تایتانیک است.